# Ivan F. Simpson
Ivan F. Simpson, ofta enbart Ivan Simpson, född 4 februari 1875 i Glasgow, Skottland, död 12 oktober 1951 i New York, var en skotsk skådespelare. Från 1900-talets början var han verksam i USA och debuterade som skådespelare på Broadway 1906. Han verkade där fram till 1950. Simpson blev under 1930-talet även anlitad som filmskådespelare i biroller. Han medverkade totalt i över 100 filmer.

## Filmografi i urval
- 1931 – De förtappades ö
- 1931 – Miljonären
- 1932 – Mannen som spelade gud
- 1934 – Huset Rothschild
- 1934 – Världen går sin gång
- 1935 – Kapten Blod
- 1935 – Myteri
- 1935 – Mark of the Vampire
- 1935 – David Copperfield
- 1936 – Lille lorden
- 1937 – Prinsen och tiggaren
- 1938 – Baronessan och hovmästaren
- 1938 – Robin Hoods äventyr
- 1939 – Idolen i Tyrolen
- 1939 – Sherlock Holmes – professor Moriartys sista strid (ej krediterad)
- 1939 – Som skapta för varann (ej krediterad)
- 1940 – Nymånen
- 1942 – Än lever Adam
- 1942 – Alla kysste bruden
- 1942 – Slumpens skördar
- 1943 – Till nu och för evigt
- 1943 – De stulo mitt land
- 1943 – Jane Eyre (ej krediterad)
- 1944 – De objudna (ej krediterad)